# Nathan Agostinelli
Nathan George Agostinelli (nacido el 17 de agosto de 1930) es un político retirado estadounidense, oficial del ejército y líder cívico que se desempeñó como alcalde de Manchester, Connecticut (1966-1971) y como contralor del Estado de Connecticut (1971-1975). Se postuló para vicegobernador de Connecticut con la candidatura del candidato a gobernador republicano Robert H. Steele, pero perdió las elecciones para gobernador de Connecticut de 1974 ante la candidatura demócrata de Ella Grasso y su compañero de fórmula, Robert K. Killian.

## Vida y carrera
Republicano e hijo de inmigrantes italianos, Agostinelli es la única persona de Manchester que ha sido elegida para un cargo estatal. Asistió a la escuela secundaria de Manchester, la Universidad de Hartford y la Universidad de Connecticut.
Agostinelli dirigía un restaurante en Manchester antes de ser elegido y mientras se desempeñaba como alcalde. Veterano de la guerra de Corea, se retiró de la Guardia Nacional del Ejército de Connecticut en 1983 con el rango de general de brigada después de 23 años de servicio. Fue presidente del Manchester State Bank de 1974 a 1996, presidente del Consejo de Gobiernos de la Región del Capitolio de 1969 a 1971 y director estatal del Sistema de Servicio Selectivo bajo la presidencia de Bill Clinton. En las elecciones de 1970 para contralor del Estado, derrotó al candidato demócrata Julius Kremski de Nueva Bretaña por 536 875 votos contra 521 178 votos, un margen de alrededor del 3%. Optó por no buscar la reelección para postularse para vicegobernador. Dejó la política después de perder las elecciones generales de 1974.
Agostinelli ha recibido más de 20 premios de servicio, incluyendo una Mención Presidencial y la Medalla por Servicio Civil Sobresaliente. La ciudad de Manchester nombró el Parque Conmemorativo de Veteranos de Nate Agostinelli en su honor en 2021.

## Controversia de bandera
El 12 de octubre de 1970, el presidente Richard Nixon visitó Hartford y habló en el hotel Hilton. Un grupo de manifestantes contra la guerra se reunió al otro lado de la calle en Bushnell Park para protestar por su visita. Agostinelli, que asistía al evento, de repente se abalanzó sobre los manifestantes, arrebató una bandera del Viet Cong exhibida por uno de ellos, arrojó la bandera al pavimento y la pisoteó mientras las cámaras de televisión rodaban y la policía intentaba disolver la pelea. Más tarde esa tarde, la policía arrestó a 12 manifestantes de entre 16 y 24 años de edad por diversos delitos menores (un decimotercer manifestante había sido arrestado ese mismo día). Edgar B. Huertas, 18, y William. T. O'Brien, de 23 años, fue acusado de exhibir una bandera roja en contravención de un estatuto estatal. Los cargos contra los manifestantes pronto fueron retirados. Agostinelli nunca fue arrestado ni acusado.
Antes de que el presidente Nixon dejara Hartford, se reunió en privado con Agostinelli para estrecharle la mano y elogiar su acción. El 17 de octubre, Agostinelli recibió una mención presidencial de Nixon. El certificado de elogio no mencionó el incidente del pisoteo de la bandera, afirmando que el elogio se otorgó "en reconocimiento de los servicios excepcionales a los demás, en la mejor tradición estadounidense". Sin embargo, la carta de Nixon que acompañaba al elogio elogió a Agostinelli por su "acción valiente" y su "gesto franco y de corazón fuerte" al arrancarles la bandera a los manifestantes. Agostinelli se desempeñaba como mayor en la Guardia Nacional del Ejército de Connecticut y estaba haciendo campaña para contralor del Estado en el momento del incidente.
La Unión Estadounidense por las Libertades Civiles condenó las acciones de Agostinelli por demostrar "un desprecio total por la ley". Según los informes, Agostinelli recibió cientos de llamadas telefónicas y telegramas elogiando sus acciones, incluido un mensaje del alcalde de Minneapolis. Luego ganó las elecciones generales para contralor del Estado.
En mayo de 1971, un tribunal de circuito federal declaró inconstitucional una ley del estado de Connecticut que tipificaba como delito penal "portar o mostrar una bandera roja o cualquier otro emblema como símbolo calculado para... incitar a la gente a desórdenes o infracciones de la ley." Agostinelli respondió sugiriendo que los jueces del caso deberían someterse a un examen psiquiátrico. Rápidamente se disculpó por el comentario. Nunca se disculpó por el incidente del pisoteo de la bandera, pero reconoció en una entrevista de 1988 que su reacción fue "emocional" e impulsiva. Describió la guerra de Vietnam como un "desastre" en retrospectiva y comentó que "el liderazgo, el presidente [Nixon], me engañó".